# Тадж-Бек
Тадж-Бек, Топаї-Таджбек, палац Аміна (пушту د تاج بېګ) — палац у південно-західній частини Кабула, побудований в 1920-х для проживання королівської сім'ї.

## Історія
Зведений за проектом запрошених Аманулла-ханом архітекторів з Німеччини в середині 1920-х для проживання королівської сім'ї. Місцем розташування палацу, за порадою архітекторів, стала височина в 10 кілометрах від Кабула.
27 грудня 1979 радянськими спецслужбами проведена операція «Шторм-333», в ході якої в палаці був убитий президент Афганістану Хафізулла Амін. Після штурму палац був реконструйований і згодом був розташуванням штабу 40-ї Армії СРСР і головного політичного управління армії Афганістану до лютого 1989.